# Marijanski hodočasnički put
Marijanski hodočasnički put (slv. Marijina romarska pot) je mreža s više od 700 km trasiranih i označenih planinarskih i pješačkih putova u Hrvatskoj i Sloveniji koji povezuju različita marijanska svetišta, crkve, kapele, vjerske i kulturne građevine povezane s Blaženom Djevicom Marijom. U Sloveniji je dugačak 409, a u Hrvatskoj 393 km.
Među većim i poznatijim hodočasničkim središtima koje povezuje jesu svetišta Ptujska gora i Sveta Gora nad Bistricom na Sutli u Sloveniji i Svetište Majke Božje Bistričke u Hrvatskoj.
Put je dio istoimena međunarodna kulturna hodočasnička puta Częstochowa (Poljska) – Levoča (Slovačka) – Mariazell (Austrija) – Ptujska Gora i Sveta Gora (Slovenija) – Marija Bistrica (Hrvatska).